# Stanislav Schneedorf
Stanislav „Stan“ Schneedorf (* 16. července 1936, Strakonice) se věnuje obnově drobných sakrálních památek na Šumavě, amatérské fotografii a je autorem publikace o křížcích.

## Život
Narodil se v jihočeských Strakonicích. Jeho příjmení, jehož je v současnosti jediným nositelem v Česku, odpovídá původnímu názvu zaniklé vesnice Horní Sněžná, německy Ober Schneedorf, která leží jihovýchodně od Volar v Knížecí hornatině. Po základní škole se vyučil elektromontérem na učilišti v Českých Budějovicích, toto řemeslo jej však nelákalo, protože chtěl být aranžérem výloh a fotografem. V roce 1953 se jako učeň dostal na Polku, kde se podílel na úpravě náhonu pro místní malou vodní elektrárnu – pobyt jej utvrdil v myšlence žít na Šumavě. Po základní vojenské službě na Slovensku pracoval jako elektrikář v uhelném dolu na Kladně. V Kladně se v roce 1958 oženil a v témže roce se přestěhoval do pohraničí na Lipno, kde pracoval na dokončení lipenské elektrárny a sedm či osm let v jejím provozu. Jiné pracovní zkušenosti zahrnují vedoucího prodejny s průmyslovým zbožím Jednota ve Frymburku, správce kulturního domu ve Frymburku, hoteliéra či školního údržbáře. Od Lipna se při několika stěhováních blížil k Volarům, ve kterých v roce 2009 nastálo usadil. Od roku 1990 je živnostníkem prodávajícím cukrovinky v oblasti Šumavy, v roce 2022 stále zásoboval několik zákazníků kořením. Je křesťanem, matrikovým katolíkem, ale modlit se neumí, uvádí se i jako ateista. Jeho oblíbenými místy na Šumavě je Jelení jezírko, ke kterému se často vrací,  a zaniklá obec Chaloupky poblíž Bučiny.
Zálibu ve fotografování získal, když během letních prázdnin v roce 1945 jezdil s dvojicí amerických vojáků kontrolovat a zásobovat vojenské polní kuchyně a od nich se učil fotografovat s přístrojem Kodak. Jeho prvním fotoaparátem se stal československý Pionýr, v té době si fotky sám vyvolával. Fotografování se chtěl věnovat profesně, nakonec se fotografování krajiny stalo jen jeho největším koníčkem a zachycení neopakovatelných okamžiků v přírodě jej činí šťastným člověkem. Související toulání šumavskou divočinou mu přináší duševní uspokojení a radost. Své fotografie vystavoval na několika výstavách v Jižních Čechách a v Rakousku.
V únoru 2023 poskytl Stanislav Schneedorf obsáhlý rozhovor o svých životních osudech jihočeskému serveru Kulturne.com , v březnu 2023 byl hostem jihočeské televize TV Sklad .

## Obnova křížků
Od roku 1989 se kromě poznávání všech koutů Šumavy věnuje obnově drobných sakrálních památek v jihočeské části Šumavy, výjimečně obnovuje i mimo šumavskou oblast. V září 1989 se při návratu z Modravy zastavil u zanedbaného křížku na okraji Tetřevské slati na úpatí Březové hory, kde v blízkém okolí našel několik stovek hřibů. Ke křížku se po několika dnech vrátil, očistil jej a natřel, což jej přivedlo k cílenému vyhledávání a opravám křížků a božích muk. Pracovní nasazení při vlastním podnikáni způsobilo dlouhou přestávku v restaurování, k němuž se vrátil v roce 2011 a naplno od roku 2015. Kříže jsou podle jeho názoru součástí krajiny po století a tak považuje za přirozené, aby v ní byly i nadále. Obnovení křížků vnímá jako projev úcty k našim dávným předkům, obnovuje je pro radost vlastní i dalších lidí a na sklonku života vnímá jejich obnovu jako své poslání.
Křížky vyhledává na starých mapách, některé objeví sám v zaniklých osadách při putování krajinou, na jiné ho upozorní přátelé či veřejnost. Rekonstrukce obvykle vyžadují několik návštěv, např. obnova výklenkové kapličky u Jodlových Chalup potřebovala 16 návštěv. S obnovou některých křížků mu pomáhají přátelé, např. kovář s opravou železných částí či pan Josef Mareček s usazováním podstavců. Obnova zahrnuje vyproštění a očištění kamenných podstavců, jejich usazení do nově vykopaných základů, odstranění rzi a starých barev z dochovaných křížů, popř. jejich opravu, doplněních chybějících křížů a jejich natření kvalitními syntetickými laky, vzácněji doplnění sošky Ježíše. Kříže pro nahrazení nedochovaných dostává od přátel, několik získal darem např. od bývalého ministra kultury Daniela Hermana či volarského faráře Karla Faláře. V několika případech byl doplněn na kříž či muka mariánský obrázek. Některé obnovené kříže jsou na zadní straně označeny monogramem a datem obnovy. Obnovu provádí na vlastní náklady, někdy z darů a sbírek, materiál na opravy částečně financuje z výtěžku prodeje svých knih a obrazových kalendářů se snímky opuštěné a divoké šumavské krajiny. Ke křížům se vrací kvůli průběžné drobné údržbě, sekání trávy či zapálení svíčky, některé kříže ale po letech potřebují opětovnou kompletní údržbu. Při obnově vysokého kříže na Horní Sněžné si přivodil jediné významnější zranění, když spadl ze špatně postaveného žebříku a zlomil si žebro. O obnově křížů veřejně přednáší.
Po obnově bylo přes 30 křížů slavnostně požehnáno volarským farářem K. Falářem, slavnost obvykle doprovází hudebníci.
Na konci roku 2019 zmiňoval Stan Schneedorf 46 obnovených křížů, božích muk a kapliček. K červnu 2020 jejich počet dosáhl padesáti, když byl obnoven kříž pod jasanem v zaniklém Horním Cazově. Na konci roku 2021 stoupl počet zrekonstruovaných křížů na 64, na začátku června 2022 uvedl na svém profilu obnovu 72. křížku, na podzim téhož roku již uváděl osmdesát. Vysněnou metou je sto obnovených křížů. Při odhalení 91. zrestaurovaného křížku ve Františkově dne 13. července 2024 vyslovil přání ještě deset dalších zrestaurovat a dojít až k číslu 101. V září 2024 dosáhl počet křížků 100. Po zrestaurování 101. by rád řemeslo předal svému nástupci.

## Publikace
Na jaře 2021 vydal vlastním nákladem autorskou knihu Příběhy šumavských křížků ze zaniklých osad na česko-bavorském pomezí (ISBN 978-80-270-9493-6). K sepsání knihy jej pobídl Hynek Hladík, vznikla za tři a půl měsíce intenzivní práce. V knize sepsal příběhy 56 obnovených křížků i historii jednotlivých lokalit, které doplnil vlastními fotografiemi, uvedeny jsou i detaily obnovy. Kniha vydaná v nákladu tisíce kusů měla křest v červenci 2021 na zámku v Dubu. Zájem o knihu vedle k dotisku 500 kusů v roce 2022.
Stan Schneedorf připravil pokračování knihy, které pod názvem Příběhy šumavských křížků podruhé nejen ze zaniklých osad na česko-bavorském pomezí (ISBN 978-80-11-02350-8) vyšlo v listopadu 2022.

## Ocenění
Za vytrvalou snahu o rekonstrukci křížů mu byla udělena stříbrná Medaile svatého Auraciána za zásluhy 2. stupně, vyznamenání českobudějovické diecéze za šíření křesťanských hodnot a mimořádné přispění k rozvoji diecéze a jejího života. Medaile byla předána 3. srpna 2020, na svátek sv. Auraciána, biskupem Vlastimilem Kročilem v českobudějovické katedrále svatého Mikuláše. Udělení medaile vnímal jako velkou poctu.
V roce 2022 byl za knihu Příběhy šumavských křížků ze zaniklých osad na česko-bavorském pomezí nominován na mezinárodní cenu festivalu Šumava Litera za významný přínos pro česko-německo-rakouskou spolupráci.